# جوهرة (الرضمة)

تعديل مصدري - تعديل

جوهرة محلة تابعة لقرية همدان، التابعة لعزلة كحلان بمديرية الرضمة إحدى مديريات محافظة إب في الجمهورية اليمنية.، بلغ تعداد سكانها 123 حسب تعداد اليمن لعام 2004.